# Polymera
Polymera is een muggengeslacht uit de familie van de steltmuggen (Limoniidae).

## Soorten

### OndergeslachtPolymera
- P. (Polymera) aitkeni Alexander, 1978
- P. (Polymera) albiditarsis Alexander, 1953
- P. (Polymera) albitarsis Williston, 1896
- P. (Polymera) albogeniculata Alexander, 1926
- P. (Polymera) albogenualis Alexander, 1939
- P. (Polymera) anticalba Alexander, 1939
- P. (Polymera) arawak Alexander, 1964
- P. (Polymera) brachyneura Alexander, 1962
- P. (Polymera) bruchi Alexander, 1926
- P. (Polymera) cavernicola Alexander, 1964
- P. (Polymera) cinereipennis Alexander, 1926
- P. (Polymera) cingulata Alexander, 1969
- P. (Polymera) clausa Alexander, 1939
- P. (Polymera) crystalloptera Alexander, 1921
- P. (Polymera) chiriquiensis Alexander, 1941
- P. (Polymera) furiosa Alexander, 1950
- P. (Polymera) fusca Wiedemann, 1828
- P. (Polymera) fuscitarsis Alexander, 1937
- P. (Polymera) geniculata Alexander, 1915
- P. (Polymera) georgiae Alexander, 1911
- P. (Polymera) grisea Alexander, 1913
- P. (Polymera) hirticornis (Fabricius, 1805)
- P. (Polymera) honesta Alexander, 1940
- P. (Polymera) inornata Alexander, 1913
- P. (Polymera) leucopeza Alexander, 1940
- P. (Polymera) melanosterna Alexander, 1945
- P. (Polymera) microstictula Alexander, 1930
- P. (Polymera) minutior Alexander, 1942
- P. (Polymera) monosticta Alexander, 1948
- P. (Polymera) neoclausa Alexander, 1967

- P. (Polymera) nimbipennis Alexander, 1946
- P. (Polymera) niveipes Alexander, 1979
- P. (Polymera) niveitarsis Alexander, 1913
- P. (Polymera) nodulifera Alexander, 1940
- P. (Polymera) obscura Macquart, 1838
- P. (Polymera) ominosa Alexander, 1938
- P. (Polymera) parvicornis Alexander, 1932
- P. (Polymera) pleuralis Alexander, 1913
- P. (Polymera) prolixicornis Alexander, 1927
- P. (Polymera) pulchricornis Alexander, 1914
- P. (Polymera) regina Alexander, 1926
- P. (Polymera) rogersiana Alexander, 1929
- P. (Polymera) scelerosa Alexander, 1948
- P. (Polymera) sordidipes Alexander, 1938
- P. (Polymera) stenoptera Alexander, 1949
- P. (Polymera) subsuperba Alexander, 1926
- P. (Polymera) superba Alexander, 1913
- P. (Polymera) thoracica Alexander, 1913
- P. (Polymera) tibialis Alexander, 1922
- P. (Polymera) unipunctata Alexander, 1921
- P. (Polymera) verticillata Alexander, 1948
- P. (Polymera) zeylanica Alexander, 1958

### OndergeslachtPolymerodes
- P. (Polymerodes) catharinae Alexander, 1931
- P. (Polymerodes) conjuncta Alexander, 1913
- P. (Polymerodes) conjunctoides Alexander, 1920
- P. (Polymerodes) evanescens Alexander, 1948
- P. (Polymerodes) leucostropha Alexander, 1966
- P. (Polymerodes) minutissima Alexander, 1945
- P. (Polymerodes) parishi Alexander, 1920
- P. (Polymerodes) tasioceroides Alexander, 1948